# Budd Coast
Budd Coast är en kuststräcka i Wilkes land Östantarktis. Australien gör anspråk på området.